# Laccacida
Laccacida is een geslacht van vliesvleugeligen uit de familie Encyrtidae. De wetenschappelijke naam van dit geslacht is voor het eerst geldig gepubliceerd in 1977 door Prinsloo.

## Soorten
Het geslacht Laccacida is monotypisch en omvat slechts de volgende soort:
- Laccacida lacunata Prinsloo, 1977